# Master file table
De Master File Table (MFT) bevat hoofdzakelijk metadata over elk bestand en elke map op een NTFS-bestandssysteem. Het bevat gegevens zoals de plaats, de grootte en de machtigingen. De tabel wordt gebruikt om schijffragmentatie tegen te gaan. 
Een mapentry bestaat uit een bestandsnaam en een "file ID" die is het recordaantal en vertegenwoordigt het bestand in de Master File Table. Een file ID bevat ook een herbruikbare teller om verouderde referenties te ontdekken. Terwijl dit sterk lijkt op de W_FID van Files-11 verschillen andere NTFS-structuren radicaal.